# Liergues
Liergues – miejscowość i dawna gmina we Francji, w regionie Owernia-Rodan-Alpy, w departamencie Rodan. W 2013 roku populacja gminy wynosiła 1986 mieszkańców. 
W dniu 1 stycznia 2017 roku z połączenia dwóch ówczesnych gmin – Liergues oraz Pouilly-le-Monial – utworzono nową gminę Porte-des-Pierres-Dorées. Siedzibą gminy została miejscowość Pouilly-le-Monial. 